# Naarden
Naarden – ufortyfikowane miasto, dawny, holenderski port morski, położony 19 km na południowy wschód od Amsterdamu w gminie Gooise Meren w prowincji Holandia Północna. W Naarden znajduje się stacja kolejowa Naarden-Bussum, łącząca miasta Weesp i Bussum Zuid.
Turystyka jest głównym źródłem dochodów miasta, chociaż istnieje również przemysł i małe firmy. Wielu dojeżdżających do pracy w Amsterdamie mieszka w Naarden.
W Naarden pochowany został Jan Ámos Komenský.

## Historia
Osada sięga roku 800/900 p.n.e. Już w 1131 Naruthi, jak pierwotnie nazywano, było największym miastem w Holandii. Po zniszczeniach wojennych  miasto zostało w latach 1350-1355 odbudowane z rozbudowanymi fortyfikacjami. Następnie w latach 1675-1685 wybudowano zachowane do dzisiaj forty i bastiony w kształcie gwiazdy.
Dzisiejsza forma fortyfikacji Naarden wzoruje się na francuskim budowniczym twierdz Vaubanie. Wiele jego elementów stylistycznych można znaleźć w Naarden.
Na starym mieście fortyfikacje pozostały prawie w całości nienaruszone. W jednym z bastionów znajduje się muzeum.

## Galeria

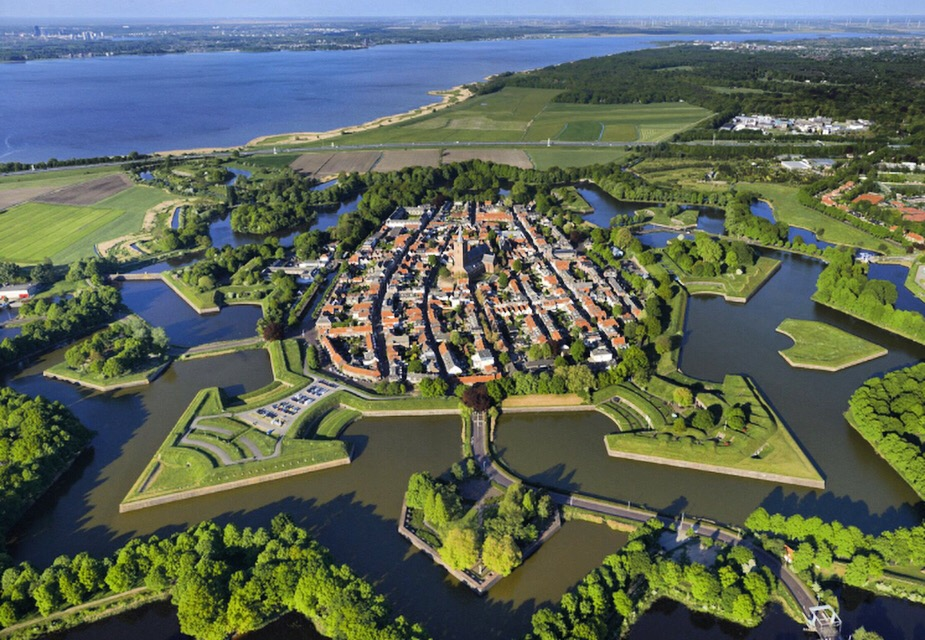
Naarden - zdjęcie lotnicze
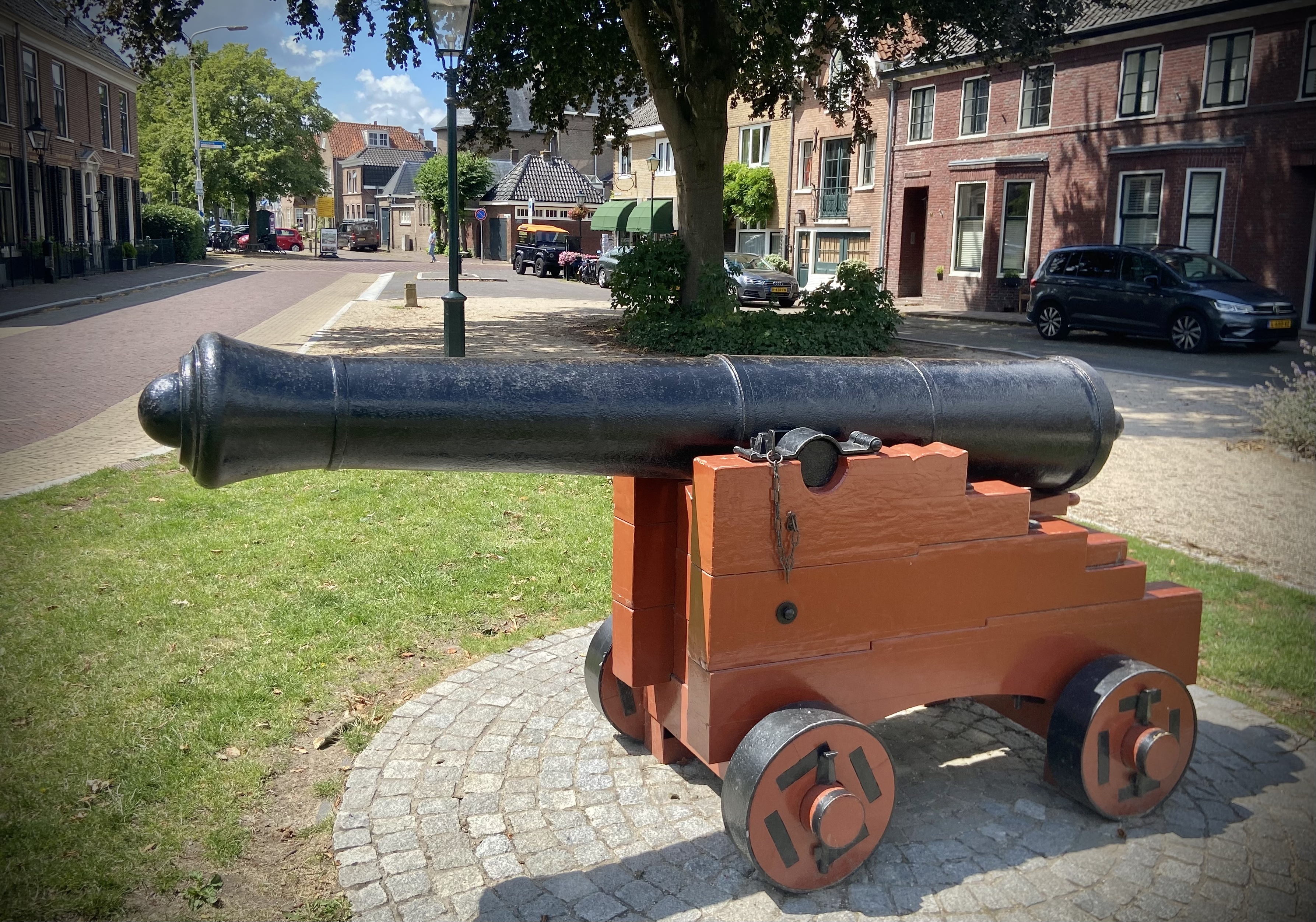
Naarden - działo 20. funtowe
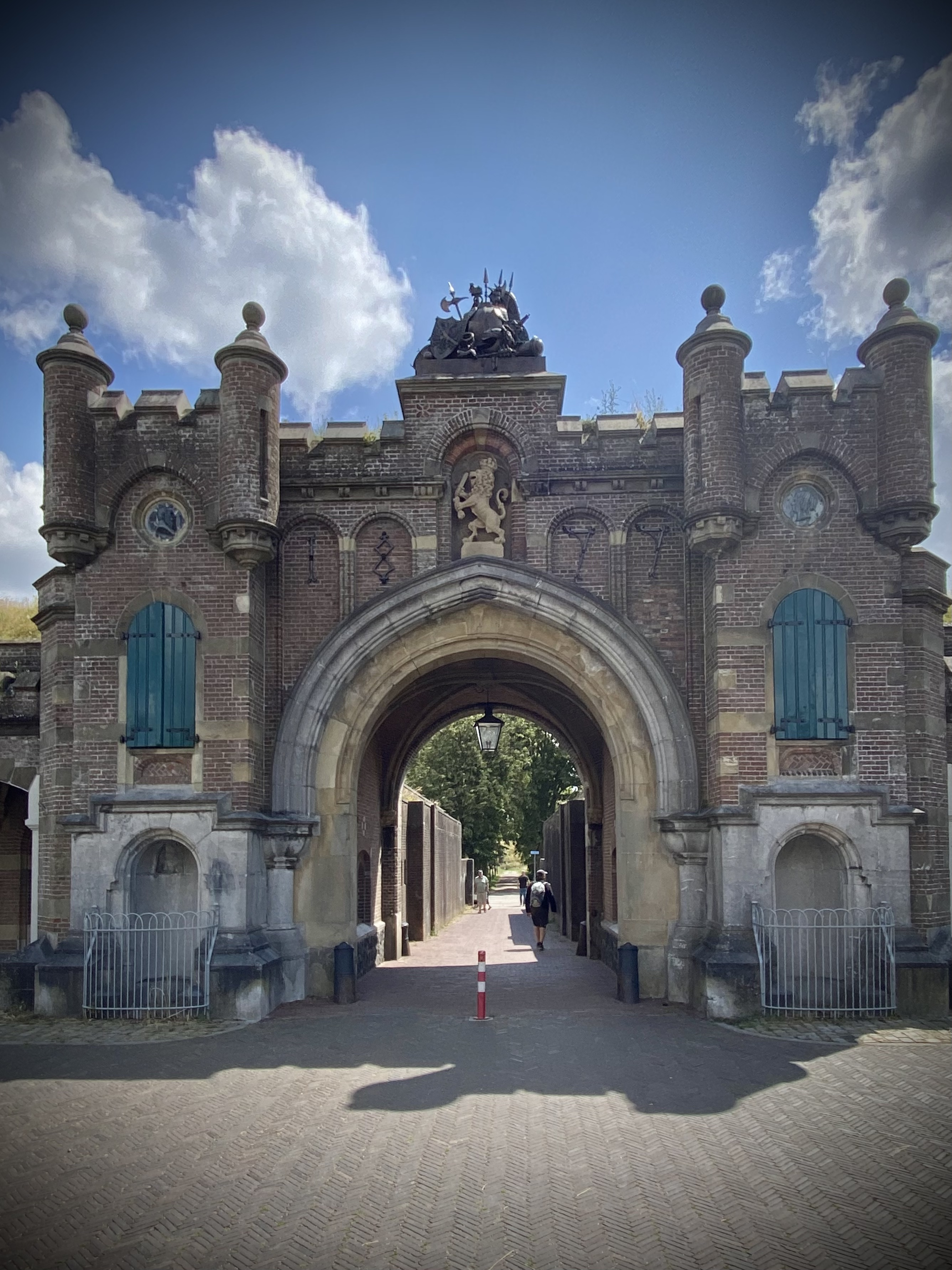
Brama twierdzy od wewnątrz
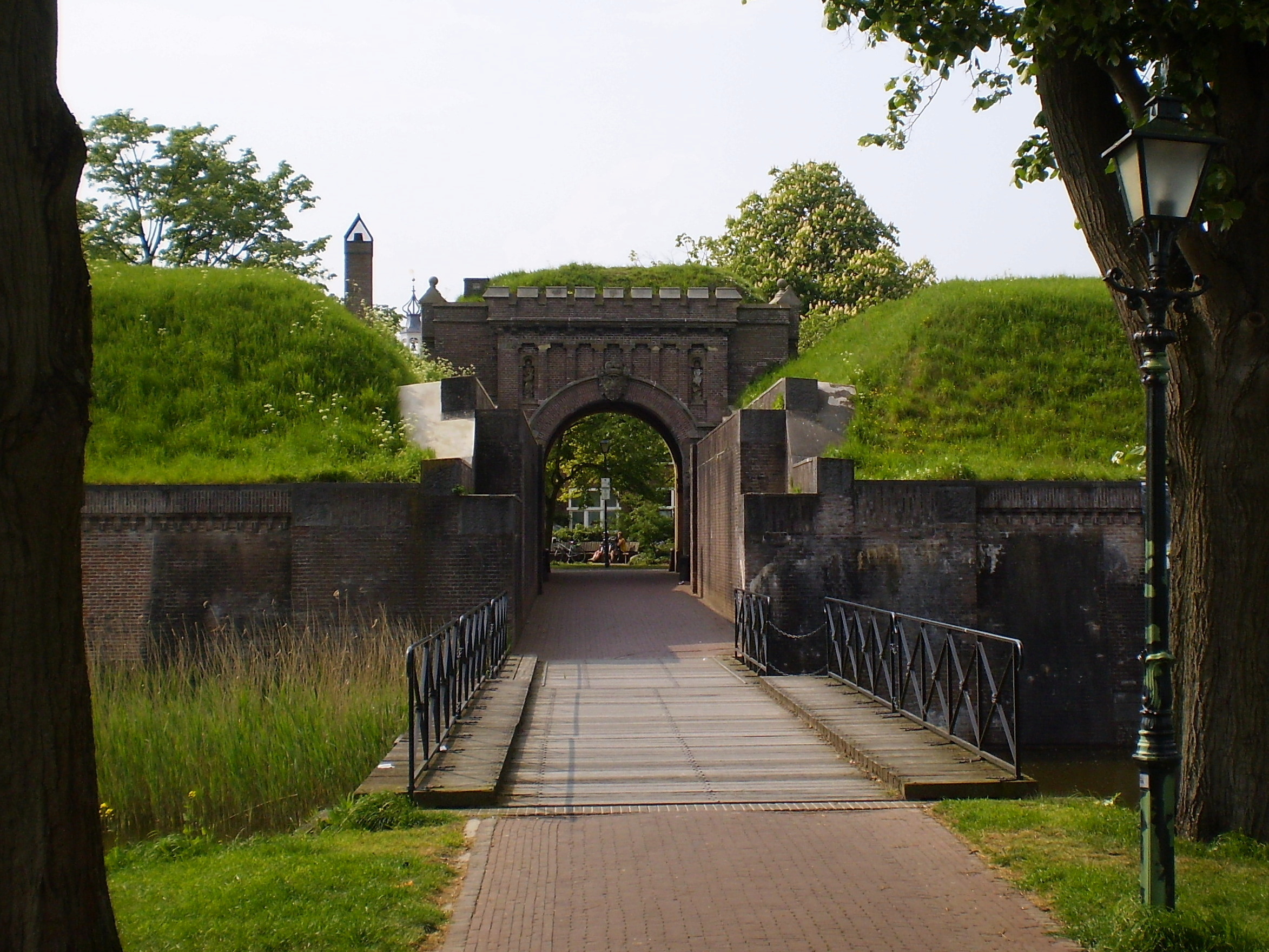
Brama twierdzy z zewnątrz
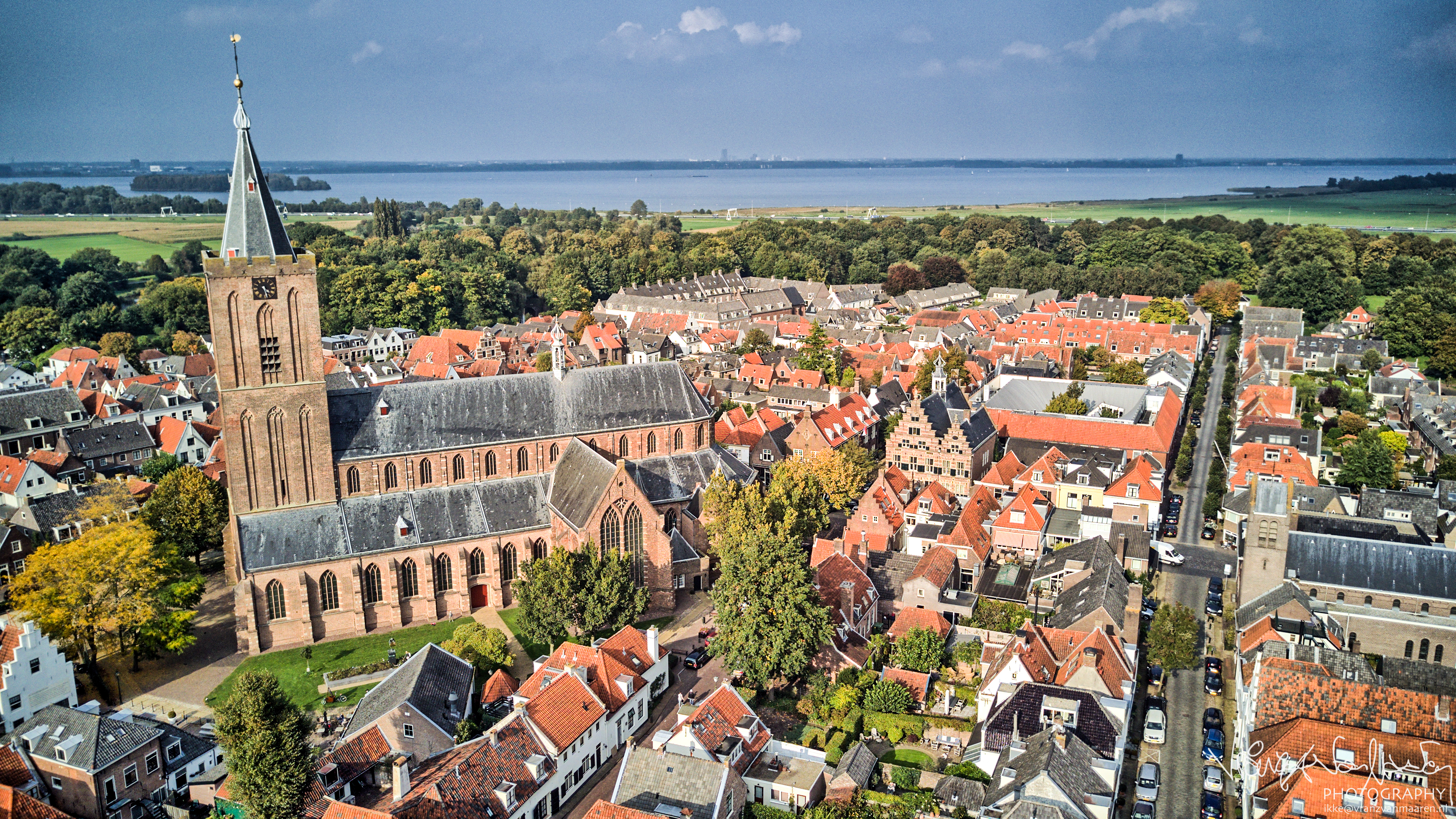
Panorama miasta
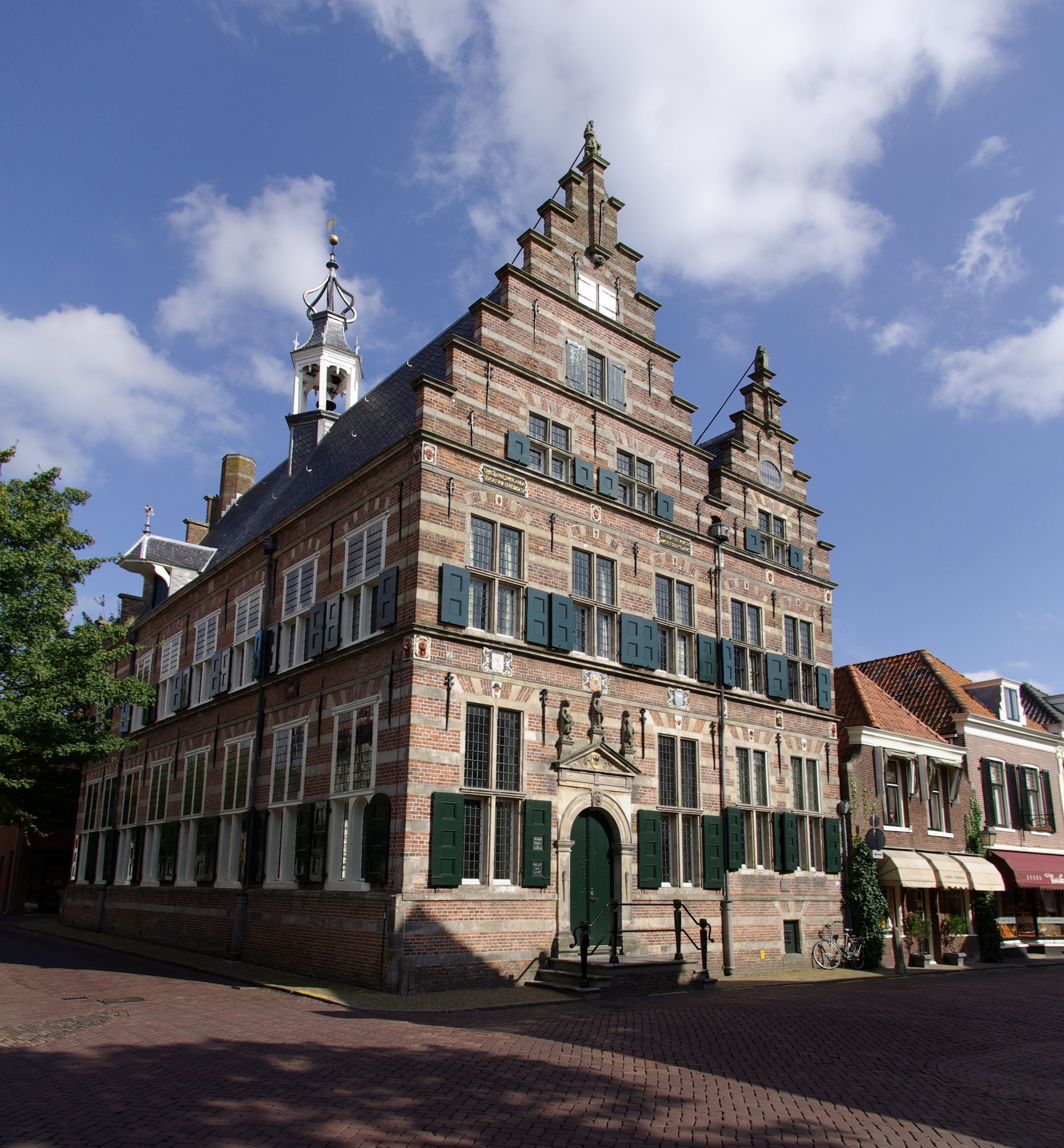
Ratusz
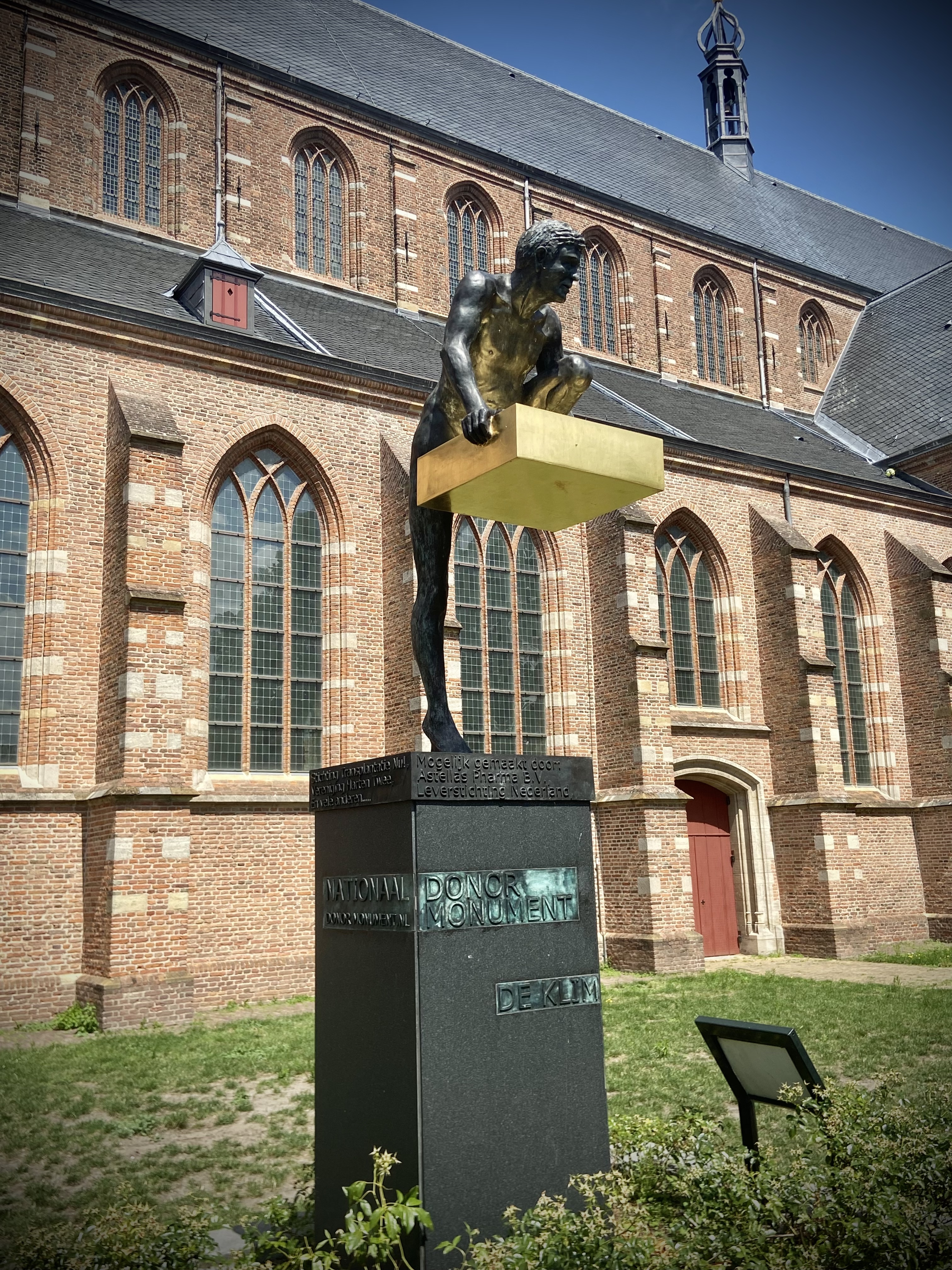
Donor monument - pomnik przy kościele św. Wita poświęcony anonimowym dawcom narządów
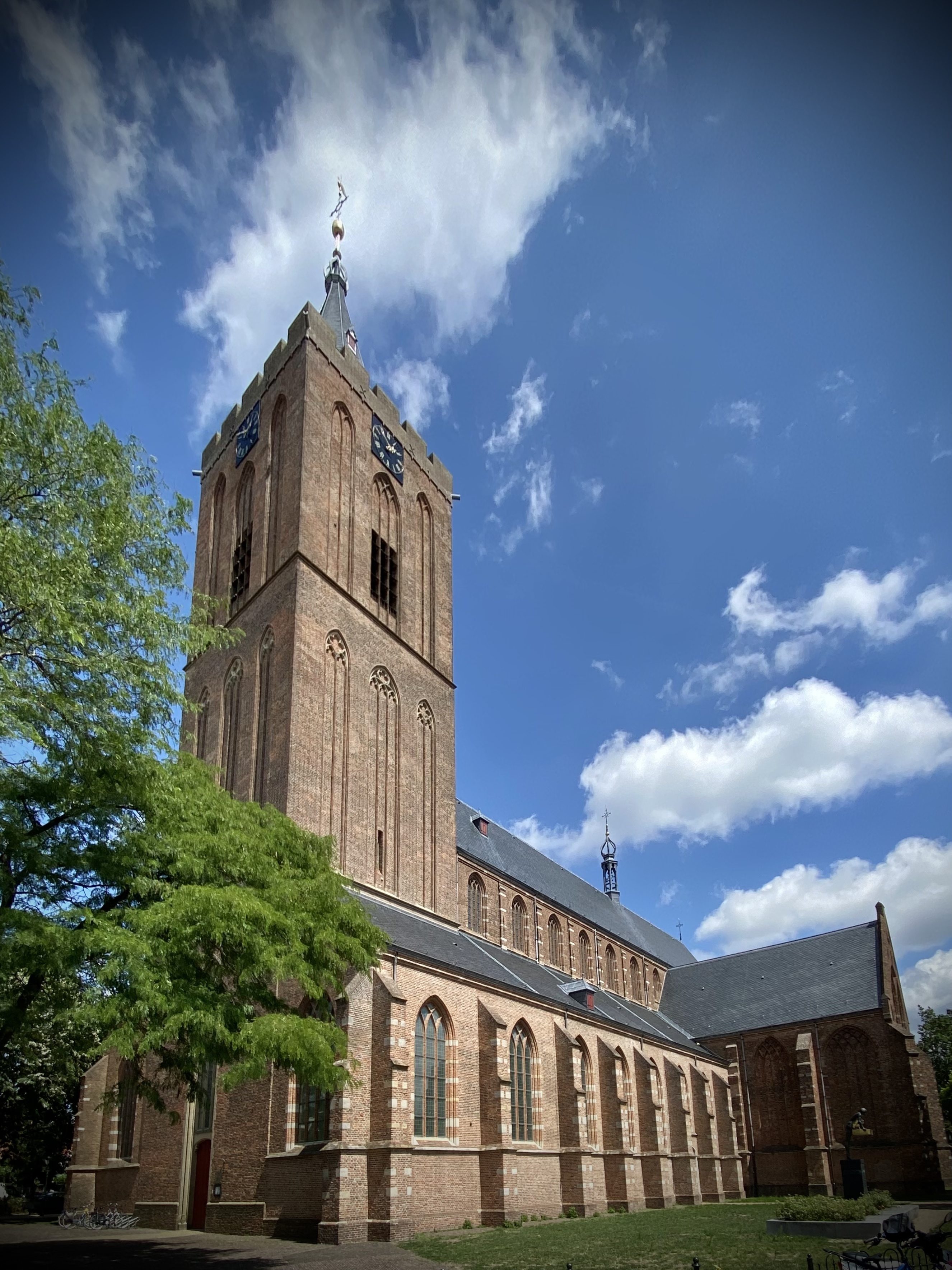
Duży Kościół (Grote Kerk) lub kościół św. Wita (st. Vituskerk)